# Institut supérieur de documentation de Tunis
Pour les articles homonymes, voir ISD.
L'Institut supérieur de documentation de Tunis (arabe : المعهد العالي للتوثيق بتونس) ou ISD est un établissement universitaire tunisien. Créé par la loi no 81-63 du 11 juillet 1981 afin d'assurer une formation en bibliothéconomie, documentation et archivistique (DBA), il assure aussi une formation dans les nouveaux métiers de l'information (médiathécaire, veilleur de l'information, gestionnaire de l'information, gestionnaire de la connaissance et du savoir, etc.).
Doté de la personnalité civile et de l'autonomie financière, il est placé sous la tutelle du ministère de l'Enseignement supérieur et de la Recherche scientifique et rattaché à l'université de La Manouba.
Depuis 1988, l'ISD propose deux types de formation en sciences documentaires : une formation de deux ans sanctionnée par un diplôme de premier cycle en DBA et une formation de quatre ans sanctionnée par une maîtrise. À partir de 1997, l'ISD est également habilité à délivrer deux DESS en management des bibliothèques et en archivistique. La réforme de 1997 a par ailleurs introduit le principe de l'enseignement modulaire sous forme de cours intégrés et la formation a pris un caractère plus technique au niveau des deux DESS.

## Historique
La création d'un institut supérieur universitaire spécialisé dans le domaine des DBA est l'aboutissement d'une tradition concrétisée par une série de programmes conjoncturels de formation et d'enseignement. C'est en 1964, au sein de l'Institut Ali Bach Hamba soutenu par la fondation allemande Friedrich Naumann, que le premier cursus de formation de bibliothécaires-documentalistes a pris forme en Tunisie. En 1969, ce dernier est transféré au sein de l'École nationale d'administration pour être repris en 1979 par l'Institut de presse et des sciences de l'information. Face à une évolution constante des besoins en matière d'activité bibliothéconomique et de traitement documentaire, la profession est dotée en 1973 d'un statut particulier pour les professionnels de la documentation, bibliothéconomie et archivistique, revendiquant un plus grand nombre de professionnels sur le marché du travail.
La réforme entamée en 1981 pour renforcer le secteur prévoit la mise en place d'un cycle de formation de deux ans pour trois catégories de candidats : les nouveaux bacheliers destinés au terme de deux ans d'études aux fonctions de bibliothécaires adjoints, les diplômés des premiers cycles dans d'autres disciplines destinés au bout de deux ans supplémentaires d'études en DBA aux fonctions de bibliothécaires, documentalistes et archivistes et les maîtrisards en d'autres disciplines, surtout en sciences humaines, destinés au bout de deux ans d'études post-maîtrise ès DBA à assurer les tâches de conservateurs de bibliothèques ou de centres de documentation. C'est dans le cadre de cette réforme que l'Institut supérieur de documentation est créé pour assurer, en tant qu'institution universitaire de premier cycle, la formation des futurs bibliothécaires adjoints.

## Réformes
Depuis la fondation officielle de l'ISD en 1981, plusieurs réformes ont lieu, transformant ainsi le visage de l'institution et de ses membres. L'une de ses importantes réformes est celle qui permet la distinction entre les domaines archivistique et bibliothéconomique au sein de la formation. Cette réforme s'ancre dans un cadre contextuel précis, celui de la promulgation de la loi sur les archives de 1988 en Tunisie. De fait, dès 2000 à l'ISD, « les nouveaux bacheliers peuvent désormais s'orienter vers deux filières, "Bibliothéconomie et documentation” ou “Gestion des documents et des archives" ». Une telle réforme permet donc d'assoir la professionnalisation de ces deux domaines d'activité dans la sphère tunisienne des sciences de l'information. Ensuite, la réforme licence-master-doctorat (LMD), qui a lieu autour des années 2006 et 2007 en Tunisie, constitue un point tournant dans la consolidation de l'ISD ainsi que le rayonnement des formations et des métiers en sciences de l'information en Tunisie. L'adoption de ce système, d'une part, permet d'harmoniser les différents parcours académiques offerts par l'institution et, d'autre part, « [offre] à l'étudiant non seulement des possibilités d'insertion professionnelle, mais également une mobilité à l'échelle nationale et internationale ». En outre, la réforme LMD qui prend place à l'ISD participe à une meilleure mise en valeur de cours qui portent, notamment, sur la maitrise des technologies.

## Enjeux et défis
L'ISD est confrontée à des enjeux et défis de tout ordre. D'abord, la réforme LMD qui a lieu au milieu des années 2000 permet, certes, une actualisation des programmes, mais, pour certains, des lacunes demeurent quant au partage des savoirs et compétences. Ensuite, des défis d'ordre socio-culturel se décèlent au sein de l'ISD, dont un certain « flou de la représentation de la formation en science de l'information ». Ce flou se décline en deux principaux enjeux, à savoir l'absence du terme « information » dans l'appellation de l'ISD ainsi que l'incohérence du site web. Ces facteurs contribuent à la méconnaissance des réalités du domaine des sciences de l'information et de l'ISD. Pareil contexte a des effets directs sur la composition de l'ISD, d'autant plus « [qu'aucune] initiation à la documentation ou à l'information n'est dispensée dans les collèges et lycées ». De fait, l'ISD est longtemps marqué par une faible proportion de son corps étudiant ayant réellement choisi cette formation. L'ISD est également tiraillé par des défis concernant le manque de personnel,,. À la fin des années 2000, on remarque que « le nombre d'enseignants permanents stagne et [qu']on fonctionne avec deux tiers de vacataires et de contractuels ». Ce déficit au sein du corps enseignant fait en sorte qu'il « [assure] une charge d'enseignement importante, leur laissant peu de temps pour s'engager dans des projets de recherche scientifique ». Enfin, l'ISD est confronté à de profondes lacunes technologiques, notamment « l'extrême lenteur de la connexion [et] l'insuffisance des postes en accès libre ». Une telle réalité constitue un important obstacle à la formation et la recherche à l'ISD.

## Cursus

### Mission

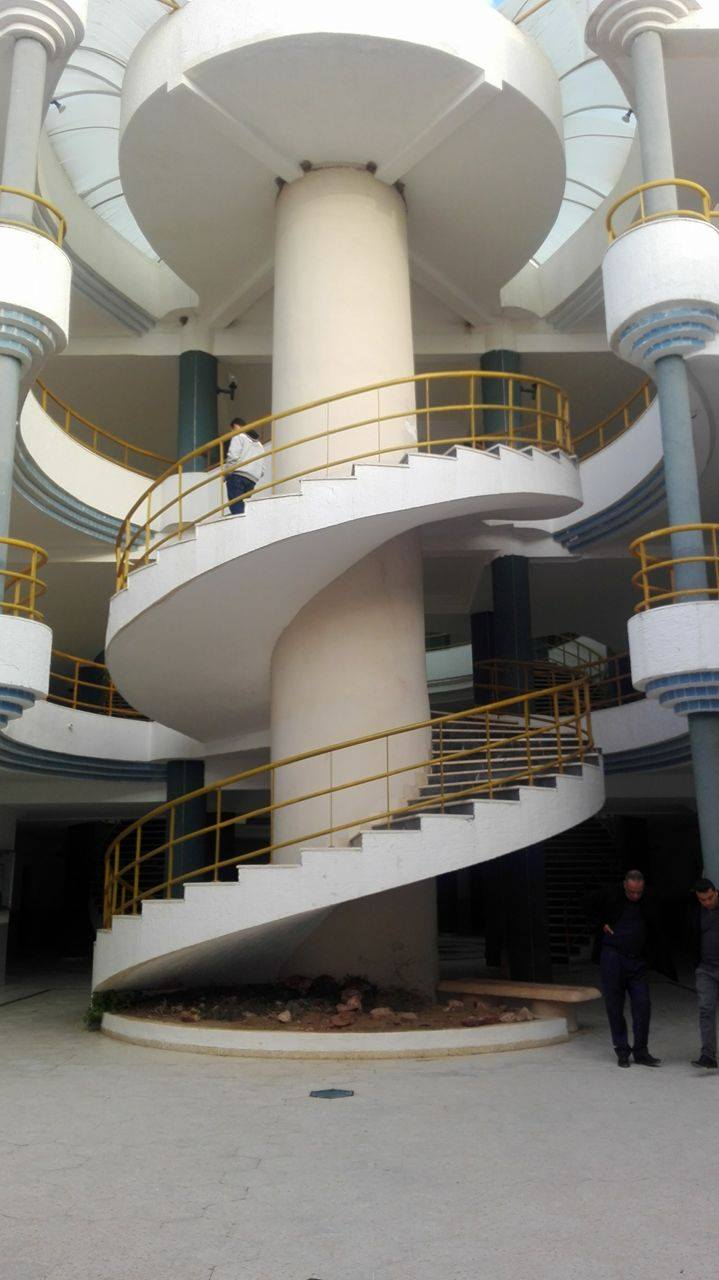
Vue du hall intérieur.

La principale mission de l'ISD est de former des spécialistes de l'information documentaire capables d'analyser, de gérer et de faire évoluer un système d'information en faisant appel aux nouvelles technologies de l'information et de la communication et d'améliorer les services documentaires et de bibliothèque. Il doit aussi doter les futurs cadres des techniques et des connaissances nécessaires à la conservation, à la valorisation et à la gestion des documents faisant partie du patrimoine national. 
L'ISD est la seule institution universitaire tunisienne assurant la formation de documentalistes, bibliothécaires et archivistes ainsi que des chercheurs avec un master de recherche en science de l'information et document et une formation doctorale. L'activité de recherche est menée au sein du laboratoire SILAB (Laboratoire en science de l'information).

### Vocation et objectif
Pour rester à l'écoute des évolutions des environnements académiques et professionnels de la discipline, l'ISD a opté pour une mise à jour de ses programmes d'enseignement et de formation spécialisés. Le programme d'enseignement répond dans ses différentes strates théoriques et pratiques aux exigences requises pour la formation des différents corps professionnels de la DBA. L'ouverture de l'ISD sur les évolutions disciplinaires et technologiques a été une base pour élargir la discipline aux extensions des sciences de l'information et de la communication qui substituent progressivement les soubassements classiques de la DBA.

## Contexte régional et réseaux de partage
Bien que l'ISD soit confronté à plusieurs défis, il fait tout de même preuve d'initiatives et s'ancre dans un milieu stimulant qui privilégie le partage entre les institutions et leurs membres. Cela se traduit notamment par des ententes de collaboration, telles que « plusieurs conventions de partenariat avec des institutions universitaires de l'Algérie, du Maroc, de la France, d'Oman et du Québec, ainsi qu'avec des partenaires d'affaires en Tunisie ». En outre, la Tunisie, grâce à l'ISD et ses professionnels et étudiants, se retrouve plongée au sein d'un important réseau scientifique et associatif. L'organisation par l'ISD d'un colloque à Tunis en avril 2007, réunissant des enseignants de l'ISD, mais aussi des représentants d'institutions d'ailleurs en Tunisie, d'ailleurs au Maghreb et d'ailleurs dans le monde, témoigne de son engagement dans les milieux des sciences de l'information, et ce sur les scènes régionale et internationale.